# 埃蒂松
埃蒂松（法語：Étusson，法語發音：[etysɔ̃]）是法国德塞夫勒省的一个旧市镇，属于布雷叙尔区。2016年，埃蒂松与市镇圣莫里斯-拉富日勒斯合并为新市镇圣莫里斯-埃蒂松。

## 地理
埃蒂松（47°0'52"N, 0°30'51"W）面积20.97 平方千米，位于法国新阿基坦大区德塞夫勒省，该省份为法国西部内陆省份，北起曼恩-卢瓦尔省，西接旺代省，南至夏朗德省和滨海夏朗德省，东临维埃纳省。
与埃蒂松接壤的市镇（或旧市镇、城区）包括：莱塞尔克、松卢瓦尔、阿让托奈、尼埃伊莱索比耶、武尔芒坦、圣莫里斯-埃蒂松、阿让通莱瓦莱、圣莫里斯-拉富日勒斯。
埃蒂松的时区为UTC+01:00、UTC+02:00（夏令时）。

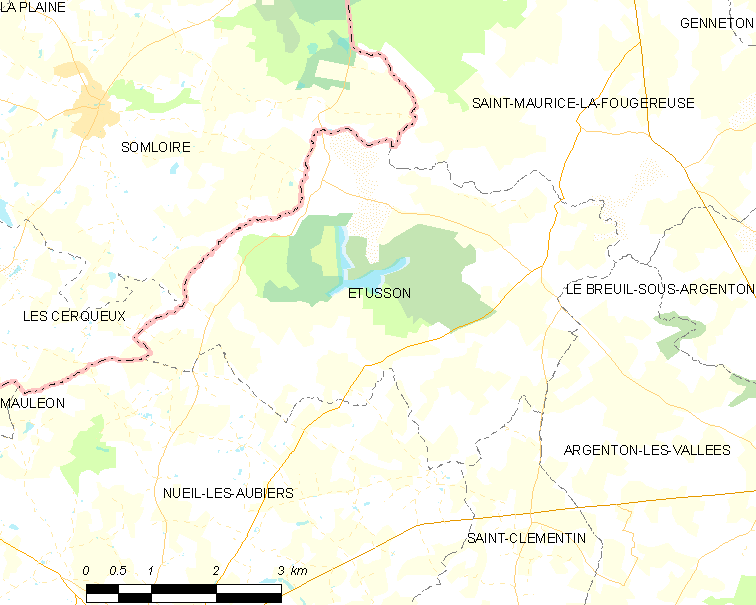
埃蒂松的OSM定位图

## 行政
埃蒂松的邮政编码为79150，INSEE市镇编码为79113。

## 政治
埃蒂松所属的省级选区为莫莱翁县。

## 人口

1962-2008年间埃蒂松人口变化图示

埃蒂松于2018年1月1日时的人口数量为334人。